# Banque Török
La Banque Török (en hongrois : Török Bankház) est un édifice situé dans le 5e arrondissement de Budapest. Sa désignation courante reprend sa vocation originelle de siège de la Banque A. Török et associé (Török A. és Társa bankház). Il s'agit d'un des plus beaux exemples du style Sécession de la capitale hongroise.
En raison de l'homonymie entre le nom de l'établissement bancaire et la façon dont les Hongrois désignent les Turcs (török, pl.: törökök), le nom de l'édifice est parfois traduit « banque turque » dans d'autres langues,. 

## Histoire
En lieu et place du bâtiment actuel se dressait sur Szervita tér l'ancienne maison Nedelkó, construite en 1869, et qui hébergeait un restaurant couru par de nombreux artistes et intellectuels de Budapest, tels Endre Ady, Gyula Krúdy, Kálmán Mikszáth, Kálmán Tisza, Sándor Wekerle, mais aussi par des illustres voyageurs étrangers, tel Ferdinand de Lesseps.
Le terrain est racheté en 1905 par Mátyás Stein, propriétaire de la Banque A. Török et associé et qui possède déjà sa résidence dans le voisinage. Son projet est d'y construire le nouveau siège de sa banque, alors situé au 46 de Teréz körút. Il lance alors un concours d'architecte pour construire un bâtiment qui exploite au mieux la faible emprise foncière dont il dispose. Le premier prix, assorti de la somme de 1000 couronnes, est alors attribué aux associés Géza Kármán et Gyula Ullmann pour le projet Styx. Les deuxième et troisième prix, assortis de 400 couronnes, sont attribués respectivement à Artúr Sebestyén et Sándor Mezey d'une part, et à Henrik Böhm et Ármin Hegedűs d'autre part. Pourtant, c'est bien le projet Főnyeremény de Böhm et Hegedűs qui trouvent grâce aux yeux des administrateurs de la banque. Ceux-ci sont séduits par l'idée de grande baie vitrée sur l'étroite façade du bâtiment.

## Architecture
Bâtie par Henrik Böhm et Ármin Hegedűs en 1906, la Banque Török de Budapest est un bel exemple de la Sécession hongroise, bien que par ses formes et motifs, l'influence de l'Art nouveau à la française se ressent particulièrement bien. Des techniques très modernes pour l'époque permirent la création de sa façade vitrée surmontée d'une mosaïque de Miksa Róth. 

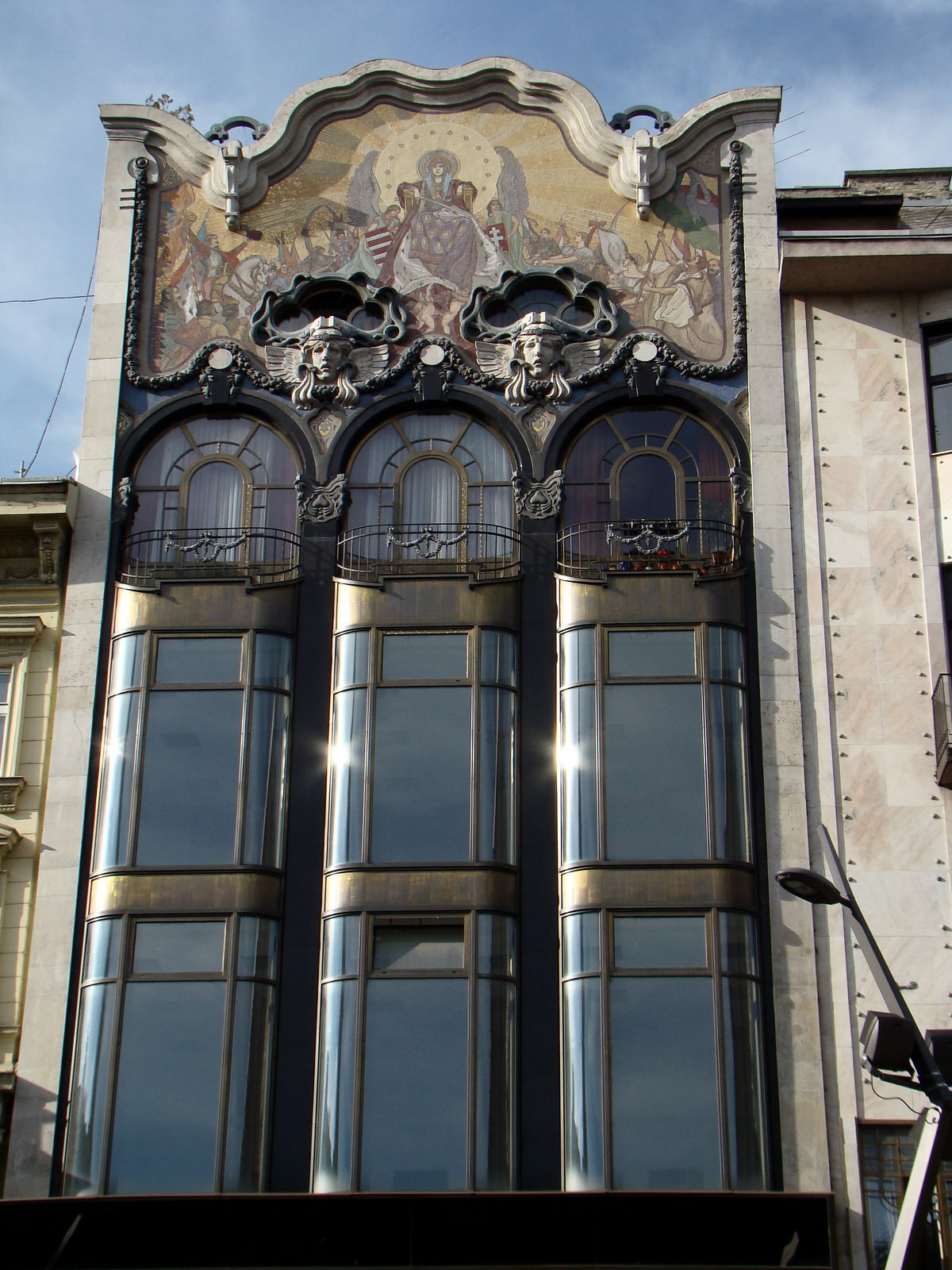
Vue de la façade, Szervita tér 3

Cette mosaïque intitulée Gloire à la hongrie orne la façade. Parmi les anges et les bergers qui entourent la Vierge, l'artiste a représenté de grandes figures de l'histoire nationale tels que Ferenc Rákóczi , le conte István Széchenyi et Lajos Kossuth.
Restaurée en 2006, la façade a retrouvé son lustre d'antan. Néanmoins, le globe qui ornait le bâtiment n'a pas encore été reconstruit.